# Alive Devastation
Alive Devastation è il secondo album live della band thrash metal tedesca Destruction, pubblicato nel 2002.

## Tracce
1. Intro / Curse The Gods
2. Nailed To The Cross
3. Eternal Ban
4. Machinery Of Lies
5. Bullets From Hell
6. Tears Of Blood
7. Life Without Sense
8. Thrash 'Til Death
9. Mad Butcher
10. The Butcher Strikes Back
11. Intro / Total Desaster
12. Invincible Force
13. Bestial Invasion

## Formazione
- Marcel "Schmier" Schirmer – basso, voce
- Mike Sifringer – chitarra
- Marc Reign – batteria